# Beaurepaire (Adelsgeschlecht)
De Beaurepaire ist ein französisches Adelsgeschlecht, das seit dem 14. Jahrhundert existiert. Es stammt aus der Bresse und insbesondere aus Beaurepaire-en-Bresse, wo sich sein Entstehungsort und sein Mittelpunkt befindet. Die Familie ist nicht ausgestorben, es leben heute noch Angehörige, die den Namen de Beaurepaire tragen.

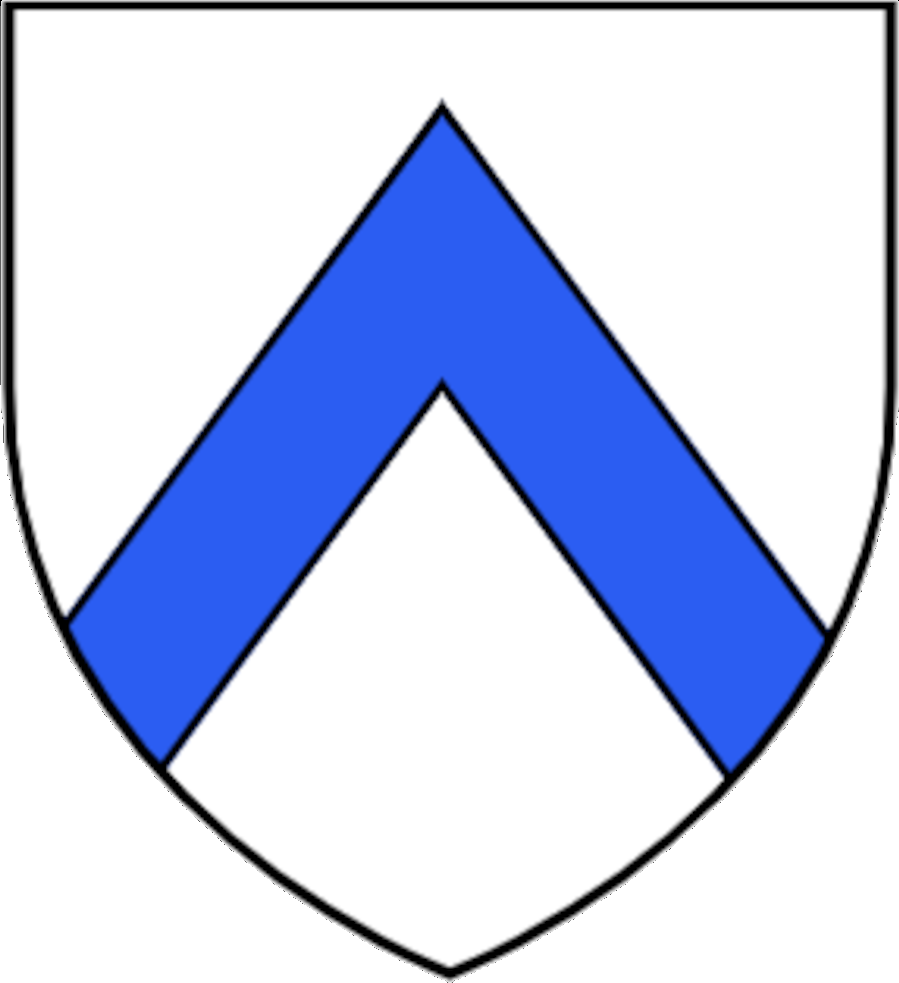
Wappen der Familie de Beaurepaire von Beaurepaire-en-Bresse. Blasonierung: Auf Silber ein blauer Dachsparren

## Die ältesten Träger des Namens
Beaurepaire gehörte seit langer Zeit den Herren d’Antigny und de Vienne. 1275 hatten diese ihren Eigenleuten einen Freibrief ausgestellt.
In der Folge ging das Lehen an Vasallen, die sich als Edle nach ihrem Ort, also de Beaurepaire,  nannten.
Die de Beaurepaire sind also eines der ältesten Adelsgeschlechter, das zurückgeht auf das 13. Jahrhundert.
Die ältesten bekannten de Beaurepaire sind
- ein Richard de Beaurepaire und seine Gemahlin Marguerite, die 1352 ein Stück Land von Philipp de Vienne, Sire von Pymont und dessen Frau Huguette de Sainte-Croix erhalten. Diese Schenkung erfolgte als Belohnung für die Dienste, die Richard geleistet hatte und in Anbetracht dessen, dass er den de Viennes einen Obstgarten überlassen hatte.
- ein Guillaume de Beaurepaire, Sohn des Richard war am 4. Juli 1359 anwesend bei der Inspektion der compagnie des gens d’armes (Vorläufer der Gendarmen) von Hugues de Vienne. Er hatte die Tochter von Philippes Bouton und Marguerite du Fay geheiratet.
- ein Thibaut de Beaurepaire, Sohn des Guillaume, war am 14. September 1410 bei Paris anwesend an der Inspektion der Kompanie von Jean de Vienne und am 28. Mai 1414 in Châtillon-sur-Seine. Mit Brief vom 5. September 1429 von Louis de Chalon, Fürst von Orange, Herr von Arlay erhielt Thibaut das Recht, «beim Hause von Guillaume, seinem Vater, einen Weidenturm zu erstellen, so hoch er könne und darum herum Gräben zu ziehen, wie es ihm für sich und seine Erben für gut erscheine». Thibaut stirbt 1449, sein Nachfolger wird sein Sohn.
- Jacques de Beaurepaire, Herr von Beaurepaire, von Chichevière und Baron von Saillenard. 1475 erhielt Jacques durch ein Schreiben von Papst Sixtus IV. für sich, seine Gattin und die Kinder, die Erlaubnis, an geeigneten Orten durch einen Priester auf einem tragbaren Altar die Messe lesen zu lassen, auch vor Tagesanbruch und auch bei bestehendem Interdikt. Damit war die Familie Beaurepaire exemt.
- sein Sohn Jean schwört 1503, dass er sein Haus in Beaurepaire als Allod besitze. Jean hatte einen Bruder, Claude, mit dem die offizielle Genealogie der Familie de Beaurepaire beginnt:

## Genealogie

### Vom 16. Jahrhundert bis zur Revolution

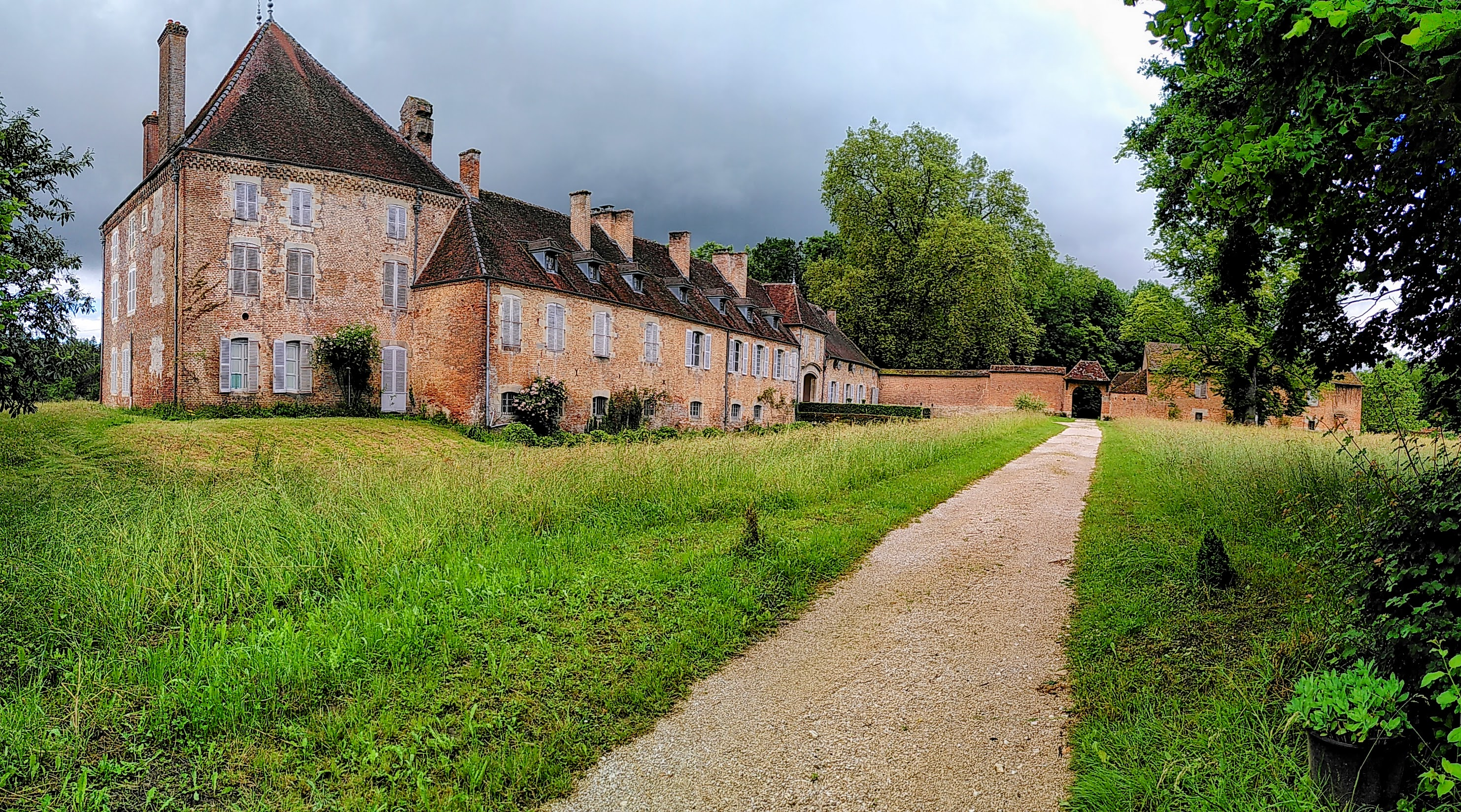
Beaurepaire-en-Bresse Schloss

♂ Claude de Beaurepaire († 1548)
I⚭ 2. Januar 1521 Guillemette de Salins († 1508)
1. ♂ Jehan
2. ♀ Jehanne ⚭ Claude de Frangey
3. ♀ Philiberte
II⚭ 4. Juli 1532 Philiberte du Pin
4. ♂ François de Beaurepaire
⚭ Jeanne Françoise de Brancion (Eltern: Valentin de Brancion († 1567) ⚭ Isabelle de Montcony)
  1. ♂ Philibert de Beaurepaire (* 1589)
I⚭ 3. Februar 1617 Antoinette de Scey-Montbéliard († 1617)
II⚭ 24. Januar 1620 Nicole d’Ugny
    1. ♀ Renée (* 1622, ††) Karthäuserin Notre-Dame de Salettes
    2. ♀ Jeanne (* 1623, †† um 1662) Ursulinenkloster Seurre
    3. ♂ Joachim de Beaurepaire (* 1625, † 1675)
⚭ Anne Tocquet (Eltern: François Tocquet (* 1588, † 1649) ⚭ Louise de Malyvert)
      1. ♂ Gaspard Marie de Beaurepaire (* 10. Januar 1655, † 27. Februar 1721)
⚭ 14. Juli 1690 Anne de Hénin-Liétard (* 1664, † 15. Januar 1719) (Eltern: Antoine de Hénin-Liétard, Marquis de Saint-Phal ⚭ Guyonne de Gaune († 1669))
Marquis de Beaurepaire, Herr von Jujurien, Quintigny, Saillenard, Saint-Léonard, Varcy und Villerot
        1. ♀ Marie (* 1694)
        2. ♂ Jacques de Beaurepaire (* 4. Januar 1696, † 10. Oktober 1776)
⚭ 10. Januar 1726 Jeanne Huguette de la Coste (* 1707, † 1752) (Eltern: Gaspard Eugène de la Coste ⚭ Marie Antoinette de Buisson d’Aussonne (* 1685))
Marquis de Beaurepaire
          1. ♂ M (†* 1727)
          2. ♀ Marie Claudine Simone (* 1728, † 1794)
⚭ Louis Gabriel Le Prestre de Vauban (* 1706, † 1760)
          3. ♀ Marie Gabrielle (* 1729, um †† 1789) Kanonissin in Neuville-les-Dames
          4. ♂ Jean-Baptiste Joseph de Beaurepaire (* 9. April 1731, † 29. Oktober 1796)
⚭ Catherine de Moyria (* 1746, † 1803) (Eltern: Joseph de Moyria (* 1715) ⚭ Catherine Jacquette Philippine de Pra (* 1736, † 1752))
Marquis de Beaurepaire
            1. ♀ Louise Charlotte Jacqueline (* 1764, † 1833)
            2. ♀ Jacqueline Marguerite (* 1767)
⚭ Henri René de Montrichard (* 1756, † 1822)
            3. ♂ Joseph Claude François de Beaurepaire (* 11. April 1769, † 10. Juni 1854)
I⚭ 19. August 1801 Pierrette Jeanne Anne Chiquet (* 1779, † 1833) (Eltern: Jean Chrysostome Chiquet (* 1731, † 1782) ⚭ Marguerite Bichot-Morel († 1789))
              1. ♂ Victor Xavier Marguerite de Beaurepaire (* 5. August 1802, † 8. Mai 1865)
⚭ 2. Juli 1828 Louise de la Croix de Castries (* 1811, † 1876)
              2. ♀ Zoé (* 1803, † 1871)
⚭ Gustave de Drée (* 1784, † 1836)
              3. ♀ Georgette Claudine (* 1823, † 1892)
I⚭ Antoine Frédéric Joseph Renaud de Boisrenaud (* 1795, † 1869)
II⚭ 19. Dezember 1834 Louise Caroline Néponucène de Fragstein (* 1787, † 1870)

            4. ♀ Agathe Suzanne (* 1770, † 1862)
⚭ Claude Ferdinand Brocard de Bussières (* 1754, † 1798)
            5. ♀ Louise Aimée (* 1772, † 1814)
⚭  Louis Victor Élisabeth Pelletier de Clery (* 1765, † 1850)
            6. ♀ Marie Joséphine Marguerite Désirée (* 1774)
⚭ Jean Catherine Bréheret de Courcilly (* 1764)
            7. ♀ Marguerite Claudine (* 1775, † 1802)
⚭ Armand Claude Masson de Saint-Armand
            8. ♂ Jean Joseph (* 1777, † 1786)
            9. ♂ Joseph François Xavier (* 1778)
            10. ♂ Philippe Antoine Amédée (* 1780)
            11. ♂ Joseph Louis Victor (* 1781)
            12. ♂ Sylvestre (* 1785, † 1788)

          5. ♂ Abraham Nicolas (* 1732, † 1761)
          6. ♀ Marguerite Antoinette (* 1742, †† 1829) Kanonissin in Neuville-les-Dames

        3. ♀ Simone († 1746)
⚭ Philippe de Laurencin († 1768)
        4. ♂ Abraham Nicolas (* 1698)
        5. ♀ Claudine Antoinette

      2. ♂ Simon (* 1660, ††) !! Pfarrer
      3. ♀ Barbe (* 1661, ††) Tertiarin Franziskanerorden
      4. ♀ Anne (* 1662, ††) Tertiarin Franziskanerorden
      5. ♀ Hilaire (* 1664, ††) Ursulinenkloster
      6. ♀ Marie Françoise ( †† ) Tertiarin Franziskanerorden
      7. ♀ Pierrette (* 1665, ††) Karthäuserin Notre-Dame de Salettes
      8. ♀ Marie Thérèse (* 1667, ††) Karthäuserin Notre-Dame de Salettes

    4. ♀ Marie ( †† ) Ursulinenkloster
    5. ♀ Claudine (* 1627, †† um 1662) Ursulinenkloster Seurre
    6. ♀ Anne (* 1632, †† um 1662) Ursulinenkloster Seurre
    7. ♀ Béatrix (* 1634, ††) Karthäuserin Notre-Dame de Salettes
    8. ♀ Charlotte (* 1635, ††) Kloster
    9. ♂ François Emmanuel (* 1636, ††) Franziskanermönch
    10. ♀ Barbe

  2. ♂ Jean Baptiste (* um 1592, ††) Kloster
  3. ♂ Guillaume (* um 1593)
5. ♀ Colette ( †† ) Kloster
6. ♂ Jacques
7. ♂ Jean
8. ♀ Jehanne

### Nach der Revolution bis heute
Victor Xavier Marguerite de Beaurepaire (* 5. August 1802, † 8. Mai 1865)
⚭ 2. Juli 1828 Louise de la Croix de Castries (* 1811, † 1876)
1. ♀ Robertine (* 1829, † 1890)
2. ♀ Paul François (* 1830, †† 1831)
3. ♂ François Eugène Henri (10. Februar 1833, † 27. Januar 1899)
⚭ 28. Mai 1873 Elisabeth de Raincourt (* 1843, † 1935)
Marquis de Beaurepaire, Maire von Beaurepaire-en-Bresse
  1. ♂ Xavier Prosper Marie Joseph (* 1874, †† 1896)
  2. ♂ Charles Valentin Marie Joseph (* 1876, †† 1876)
  3. ♂ Paul Marie Joseph (* 2. April 1877, † 1946)
⚭ Paule Roy de Lachaise (* 1877, † 1918)
    1. ♀ Élisabeth (* 1903, † 1986)
⚭ Guy Le Febvre de Saint-Germain (* 1904, † 1940)
    2. ♀ Marie Henriette (* 1904, † 1964)
    3. ♂ Henri (* 1905, †† 1912)
    4. ♀ Monique (* 1909, †† 1912)
    5. ♀ Monique Marguerite (* 1913, † 2005)
⚭ François Duclaux de L’Estoille (* 1905, † 1979)
    6. ♀ Odile Marie Jeanne (* 1915, † 2012)
⚭ Jacques Le Febvre de Saint-Germain (* 1908,  † 1956)

  4. ♀ Gabrielle Georgette Marie Joséphine(* 1877, † 1928)
⚭ François Xavier de Boissieu (* 1877, † 1950)
  5. ♂ Albert Marie Joseph (* 22. Juni 1879, † 9. April 1932)
⚭ Marguerite de Thoisy (* 1881, † 1948)
    1. ♂ Jean (* 1906, † 1987)
⚭ Ghislaine de Bernard de La Fosse (* 1920, † 2005)
    2. ♀ Geneviève (* 1912)
    3. ♀ Claire (* 1917)

  6. ♂ Pierre Alexis Marie Joseph (* 1880, †† 1882)
  7. ♂ Eugène (* 1881, † 1958)
⚭ Catherine Courlet de Vregille (* 1884, † 1967)
    1. ♀ Thérèse (* 1919)
    2. ♀ Paule (* 1922)
⚭ 15. März 1948 Henry Bernard de Courville (* 1921, † 1992)
    3. ♂ François (* 1924, † 2020)
⚭ 1950 Françoise de Chazotte de Clavière (* 1927)
      1. ♂ Philippe (* 1952, †† 1952)
      2. ♂ Thibault (* 10. Januar 1955 - )
⚭ 20. April 1985 Aude de Robillard de Beaurepaire (1961 - )
        1. ♂ Benoît (* 1987 - )
        2. ♀ Anne-Laure (* 1988 - )
        3. ♀ Clotilde (* 1989 - )
        4. ♂ Emmanuel (* 1991 - )
⚭ Ombeline Le Roux (* 1994 - )
        5. ♂ Jean (* 1996 - )
        6. ♀ Maÿlis (* 1998 - )

      3. ♂ Geoffroy (* 1958)

    4. ♂ Michel (* 1926)
⚭ 25. April 1950 Suzanne de Bodinat (* 1928)
      1. ♂ Xavier (* 1951 - )
⚭ 17. August 1974 Arlette Bergeron de Charon (* 1951 - )
Diplomiert Institut d’études politiques
        1. ♀ Laure (* 1976 - )
        2. ♂ Ladislas (* 1977 - )
        3. ♀ Astrid (* 1981 - )
        4. ♂ Guillaume (* 1984 - )

      2. ♀ Véronique (1954 - )
      3. ♂ Bertrand (* 14. September 1958 - )
⚭ 28. April 1984 Armelle d’Harcourt (* 1959, † 2022)
        1. ♂ Eric (* 1985 - )
        2. ♀ Marie (* 1987 - )
        3. ♀ Diane (* 1989 - )
        4. ♂ Philippe-Henry (* 1991 - )
        5. ♀ Lætitia (* 1995 - )

  8. ♀ Marine (* 1883)
  9. ♀ Alix Marie Joséphine (* 1884, † 1963)
  10. ♀ Jeanne Charlotte Marie Joséphine (* 1885)
  11. ♂ Georges (* 1888)
4. ♂ Paul Joseph Augustin (* 1834, † 1896)  ⚭ Louise de Garidel-Thorono (* 1834, † 1880)
5. ♂ Antoine Félix (* 1836, † 1883)  ⚭ Anne Julie Sophie Elisa Mouton Dufraisse
6. ♀ Rose Marie Geneviève (* 1837, † 1888)  ⚭ Jean-Baptiste Amable de Rochefort (* 1830)
7. ♂  Georges Gaspard (* 1838, † 1893)
8. ♂  Pierre Henri Jean-Baptiste (* 1841, † 1909)  ⚭ Jeanne de Thoisy (* 1846, † 1933)
9. ♀  Marie Corentine (* 1843, † 1930)  ⚭ René de Saint-Mauris (* 1837, † 1883)

## Persönlichkeiten

### Claude de Beaurepaire
Claude de Beaurepaire († 1548) I⚭ 2. Januar 1521 Guillemette de Salins († 1508) (Eltern: Claude de Salins, Ritter, Herr von Vincelles, Vogt von Charolais, Écuyer Tranchant (Vorschneider) und Hauptmann der Bogenschützen der Garde von Philipp, Erzherzog von Österreich ⚭ Jeanne de la Roche-Baron)
II⚭ 4. Juli 1532 Philiberte du Pin (Vater: Herr von Pymont)
Claude und Jean nahmen an Weihnachten 1519 am  Turnier zu Ehren der Volljährigkeit von Philibert de Chalon auf seinem Schloss in Nozeroy teil.

### François de Beaurepaire
François de Beaurepaire ⚭ 15. September 1587 Jeanne Françoise de Brancion (Eltern: Valentin de Brancion († 1567) ⚭ Isabelle de Montcony) Herr von Beaurepaire und Chichevière (Teilgebiet von Bruailles)
Er diente mehrfach, insbesondere 1574, dem König als Generalleutnant in der Regierung von Burgund.

### Philibert de Beaurepaire
Philibert de Beaurepaire (* 1589) I⚭ 3. Februar 1617 Antoinette de Scey-Montbéliard († 1617) II⚭ 24. Januar 1620 Nicole d’Ugny
Herr und Baron von Beaurepaire, Chichevière, Ognat, les Villerots.
Philiberts erste Gemahlin starb noch im Jahr der Heirat. Mit der zweiten, Nicole d’Ugny, hatte er acht Töchter und zwei Söhne. Die Töchter wurden allesamt Nonnen, der eine Sohn Franziskanermönch.
1628 kaufte Philibert den Anteil an Beaurepaire, der dem Prinzen vom Lambeck und seiner Frau, Amalie, Prinzessin von Nassau, gehörte. Von da an waren die de Beaurepaire alleinige Herren des Ortes. Zuvor hatten sie bereits die Gerichtsbarkeiten übernommen.
1635 diente Philibert de Beaurepaire dem König in seiner Armee in Lothringen unter dem Kommando des Grafen von Soissons «mit drei Dienstpferden und einem Gepäckpferd, solange der Adel, der durch Bann und Nachbann sowohl aus dem Chalonais als auch aus den anderen Vogteien Burgunds zusammengerufen wurde, sich im Land Lothringen befand.» Philibert diente dem König auch im Zehnjährigen Krieg (1634–1644 Der Teil des Dreißigjährigen Krieges, der sich in der Franche-Comté abspielte) und war einige Zeit lang Gouverneur des Schlosses Fay.

### Joachim de Beaurepaire
Joachim de Beaurepaire (* 1625, † 1675) ⚭ Anne Tocquet (Eltern: François Tocquet (* 1588, † 1649) ⚭ Louise de Malyvert)
Herr und Baron von Beaurepaire, les Villerots, Les Repôts, Ratte, Quintigny, Saillenard, Chichevière, Varey, Ognat.
1665 war Joachim einer der Kommissare der Provinzialstände. Nach seinem Tode huldigte die Witwe dem König als neue Lehensnehmerin.
Von den acht Kindern wurden die sechs Mädchen Nonnen, der jüngste Sohn wurde Mitglied der Bruderschaft Pénitents de la Miséricorde de Lyon (diese hatte zum Ziel, die Gefangenen zu unterstützen, die Verurteilten bis zum Tod zu begleiten und ihnen ein kirchliches Begräbnis zu gewährleisten).

### Gaspard Marie de Beaurepaire
Gaspard Marie de Beaurepaire (* 10. Januar 1655, † 27. Februar 1721) ⚭ 14. Juli 1690 Anne de Hénin-Liétard (* 1664, † 15. Januar 1719) (Eltern: Antoine de Hénin-Liétard, Marquis de Saint-Phal ⚭ Guyonne de Gaune († 1669))
Ritter, Marquis von Beaurepaire, Baron von Varey, Herr von Jujurieux, Saillenard, les Villerots, Quintigny, Molambief und Co-Seigneur von Ratte.
Beim Tod seines Vaters war er zwanzig Jahre alt und seine Mutter wurde ihm als Vormundin beigegeben. Gaspard Marie de Beaurepaire diente in den Provinzialständen. Als erster der Familie war er Ritter und damit berechtigt, ein Wappen zu führen: D’argent à un chevron d’azur (Auf Silber ein blauer Dachsparren ).

### Jacques de Beaurepaire
Jacques de Beaurepaire (* 4. Januar 1696, † 10. Oktober 1776) ⚭ 10. Januar 1726 Jeanne Huguette de la Coste (* 1707, † 1752) (Eltern: Gaspard Eugène de la Coste ⚭ Marie Antoinette de Buisson d’Aussonne (* 1685))

Ritter, Marquis von Beaurepaire, Graf von Varey, Herr von Saillenard, les Repôts, le Villard, Quintigny, Vincelles, Ratte und Montagny-près-Louhans.
Jaques de Beaurepaire erhielt am 30. Januar 1717 ein Schreiben vom Comte d’Artagnan, Lieutenant général der Armeen des Königs, des Inhalts: «der genannte Herr von Beaurepaire hat in der Kompanie sehr gute Dienste geleistet seit 18. April 1714 bis Ende Dezember 1715, seiner Entlassung.» Am 6. Mai 1724 belegte Jacques de Beaurepaire seinen adligen Status vor den Provinzialständen, die ihn in der Folge aufnahmen als wahren Schwertadligen (und nicht bloß Amtsadligen).

### Jean-Baptiste Joseph de Beaurepaire
Jean-Baptiste Joseph de Beaurepaire (* 9. April 1731, † 29. Oktober 1796) ⚭ Catherine de Moyria (* 1746, † 1803) (Eltern: Joseph de Moyria (* 1715) ⚭ Catherine Jacquette Philippine de Pra (* 1736, † 1752))
Graf, Marquis von Beaurepaire, Ritter, Herr von Beaurepaire, Chichevière, Saillenard, les Repôts, les Villerots, Baron von Chandée und Brandon, Herr von Vincelles, Montagny-près-Louhans und Ratte.
Jean-Bapriste Joseph de Beaurepaire  diente in jungen Jahren als Soldat und wurde Hauptmann im Regiment des Königs. Später wurde er Mitglied der Provinzialstände von Burgund und der Grafschaft Auxonne. Durch Erlass des Conseil du Roi vom 2. August 1767 erhielt er das Recht, in Beaurepaire «zwei Jahrmärkte abzuhalten, am 15. Mai und am 20. August jeden Jahres, sowie einen Wochenmarkt am Dienstag oder Mittwoch, falls der Dienstag auf einen Feiertag fällt.» Am 16. Mai 1768 wurde der erste Jahrmarkt abgehalten.
Am 21. März 1789 nahm er teil an der Adelsversammlung der Bresse in Bourg-en-Bresse, für die Wahl der Deputierten in die Generalstände. Als Herr von les Repôts nahm er ebenfalls teil am 5. April 1789 in Lons-le-Saunier für die Adligen der Franche-Comté.
Durch königliches Dekret vom 8. Juli 1792 wird er stellvertretender Militärrichter der Stadt Louhans. Dort wird er mit seiner Frau gefangen gehalten, als Verdächtiger und als Vater eines Emigranten während der Revolution.

### Joseph Claude François de Beaurepaire
Joseph Claude François de Beaurepaire (* 11. April 1769, † 10. Juni 1854) I⚭ 19. August 1801 Pierrette Jeanne Anne Chiquet (* 1779, † 1833) (Eltern: Jean Chrysostome Chiquet (* 1731, † 1782) ⚭ Marguerite Bichot-Morel († 1789) II⚭ 19. Dezember 1834 Louise Caroline Néponucène de Fragstein (* 1787, † 1870))
Joseph Claude François de Beaurepaire emigrierte 1791 und diente bis 1797 in der Armee der Emigranten. Während der Restauration wurde er 1815 Ritter des Ordre royal et militaire de Saint-Louis und 1825 Offizier (Ordenskunde) der Ehrenlegion. 1815 bis 1827 war er Deputierter des Département Saône-et-Loire, am 4. November 1827 wurde er Pair de France.
1810 wird er Gemeinderat und 1813 Maire von Beaurepaire-en-Bresse.

## Genealogische Zeichen
Auf dieser Seite werden die Genealogischen Zeichen verwendet.
Der Einfachheit halber werden die verwendeten Zeichen hier aufgelistet:
* geboren - † gestorben - !! Pfarrer -  ⚭ Heirat - I⚭ Heirat in erster Ehe - II⚭ Heirat in zweiter Ehe - †† Linie ausgestorben (z. B. wegen Kindstod, Tod in jungen Jahren oder zölibatärer Lebensweise)